# Florian Spalteholz
Florian Spalteholz (* 4. März 1977 in Hamburg) ist ein deutscher Segler.
Spalteholz studierte nach dem Abitur Architektur. Seine sportliche Laufbahn begann im Alter von acht Jahren, als er erste Segelerfahrungen in einem Optimisten sammelte. 1991 wurde er Deutscher Jüngstenmeister. Vier Jahre später folgte in der Bootsklasse 420er zusammen mit Geerit Kirchner der erste deutsche Meistertitel. Ein weiterer Titel folgte 2003.
Seit Herbst 2004 segelt Spalteholz zusammen mit Johannes Polgar im Tornado. Die beiden hatten sich in einem Trainingslager zusammengefunden, nachdem Polgar nach der verlorenen Ausscheidung für die Olympischen Sommerspiele seinen Segelpartner Carsten Happel verloren hatte.
Erster gemeinsamer Erfolg war 2005 ein vierter Platz bei der Weltmeisterschaft vor La Rochelle. Diesen Erfolg bestätigten sie im Jahr darauf mit einem sechsten Platz bei der WM im argentinischen San Isidro. 2007 gewannen sie die Regatta der Kieler Woche und erreichten bei der vorolympischen Regatta vor Qingdao den vierten Platz.
Im August 2008 nahmen beide an den Olympischen Sommerspielen teil und belegten den achten Platz. In der Vorbereitung wurden sie von dem Wirtschaftspsychologen Norbert Harlander betreut.  